# Shantou
För andra betydelser, se Shantou (olika betydelser).
Shantou, tidigare känt som Swatow, är en stad på prefekturnivå i provinsen Guangdong. Den ligger omkring 330 kilometer öster om provinshuvudstaden Guangzhou. Shantou är en hamnstad vid Sydkinesiska havet.

## Historia
Shantou var en av de första "särskilda ekonomiska zonerna" i Kina, men till skillnad från de flesta andra städer, såsom Shenzhen, Xiamen och Zhuhai, uteblev den ekonomiska tillväxten. Staden har dock det enda universitetet i nordöstra delen av provinsen Guangdong.
Shantou var en fiskeby under häradet Jieyang under Songdynastin (960-1279). Under Yuandynastin blev orten ett härad med namnet Xialing. År 1563 var Shantou del av häradet Chenghai i prefekturen Chao (Chaozhou). Redan år 1574 fick Shantou smeknamnet Shashan Ping. Under 1600-talet gjordes en kanonplattform som kallas Shashan Toupaotai i staden, och det är detta namn i förkortad version finns i dagens namn "Shantou".
Efter Kinas (Qingdynastin) nederlag i det andra opiumkriget 1856–1860 blev Shantou en fördragshamn och blev känd som Swatow. Shantou har, liksom grannstaden i norr, Chaozhou, speciella band till Thailand och Kambodja, eftersom majoriteten av den kinesiska befolkningen där har sina rötter i området kring Shantou. De flesta av invånarna identifierar sig som teochew. Det är också många hakka, särskilt i distrikten Chaoyang och Chaonan.
Shantou fick modern status som stad 1919 och separerades från Chenghai 1921.

## Administrativ indelning
Shantou indelas i sex stadsdistrikt och ett härad:
| Shantou                                                  | Shantou   | Shantou     | Shantou       | Shantou           | Shantou   | Shantou                       |
| -------------------------------------------------------- | --------- | ----------- | ------------- | ----------------- | --------- | ----------------------------- |
| Jinping Longhu Haojiang Chaoyang Chaonan Chenghai Nan'ao |           |             |               |                   |           |                               |
| Namn                                                     | Kinesiska | Pinyin      | Typ           | Befolkning (2020) | Yta (km²) | Befolknings- täthet (inv/km²) |
| Chaonan                                                  | 潮南区    | Cháonán qū  | Stadsdistrikt | 1 231 638         | 596       | 2 065                         |
| Chaoyang                                                 | 潮阳区    | Cháoyáng qū | Stadsdistrikt | 1 654 276         | 665       | 2 488                         |
| Chenghai                                                 | 澄海区    | Chénghǎi qū | Stadsdistrikt | 874 444           | 429       | 2 036                         |
| Haojiang                                                 | 濠江区    | Háojiāng qū | Stadsdistrikt | 269 471           | 180       | 1 498                         |
| Jinping                                                  | 金平区    | Jīnpíng qū  | Stadsdistrikt | 777 024           | 146       | 5 322                         |
| Longhu                                                   | 龙湖区    | Lónghú qū   | Stadsdistrikt | 630 749           | 119       | 5 300                         |
| Nan'ao                                                   | 南澳县    | Nán'ào xiàn | Härad         | 64 429            | 115       | 574                           |

## Klimat
Genomsnittlig årsnederbörd är 1 871 millimeter. Den regnigaste månaden är maj, med i genomsnitt 377 mm nederbörd, och den torraste är oktober, med 18 mm nederbörd.